# Sieć innowacyjna
Sieć innowacyjna – forma organizacji przedsiębiorstw, osób, instytucji wspólnie przyczyniających się do rozwoju innowacji.

## Powstawanie sieci
Niezależne podmioty grupują się w sposób:  
- spontaniczny (oparty na zasadach kooperacji rynkowej)
- wspierany przez instytucje władzy publicznej, np. w formie klastrów
- wymuszony przez władzę bądź dominujące kooperanta.

W wyniku grupowania powstaje względnie trwała sieć firm.  

## Trwałość i rozpad sieci
Narzędziami i czynnikami zapewniającymi trwałość sieci powiązań są: 
- więź interesów potwierdzonych umowami kooperacyjnymi,
- więzi wynikające z przyjaźni i zaufania,
- więzi kapitałowe i majątkowe (udziały we współwłasności, wzajemna własność).

Sieci rozpadają się, gdy: 
- któreś z ogniw nie spełnia oczekiwań pozostałych ("wyrzucenie"),
- sieć nie spełnia wymagań któregoś z ogniw ("porzucenie").